# Tajvani bülbül
A tajvani bülbül (Pycnonotus taivanus) a madarak osztályának verébalakúak (Passeriformes) rendjébe és a bülbülfélék (Pycnonotidae) családjába tartozó faj.

## Rendszerezése
A fajt Frederick William Styan írta le 1893-ban.

## Előfordulása
Tajvan területén honos. Természetes élőhelyei a szubtrópusi vagy trópusi síkvidéki esőerdők és cserjések, mocsarak környéke, valamint szántóföldek, vidéki kertek és városias régiók. Állandó, nem vonuló faj.

## Megjelenése
Testhossza 19 centiméter.

## Életmódja
Tápláléka gyümölcsökből, virágból és rovarokból áll.

## Természetvédelmi helyzete
Az elterjedési területe kicsi, egyedszáma 20000 példány alatti és csökken. A Természetvédelmi Világszövetség Vörös listáján sebezhető fajként szerepel.